# Turatia argillacea
Turatia argillacea is een vlinder uit de familie dominomotten (Autostichidae). De wetenschappelijke naam is voor het eerst geldig gepubliceerd in 2000 door Gozmány.
De soort komt voor in het Afrotropisch gebied.